# Escheríchies
Les escheríchies (Escherichia) (pronunciat [eʃe'ɾikia]) són un gènere d'eubacteris gramnegatius, anaeròbics facultatius amb morfologia de bacils de la família de les enterobacteriàcies. Viuen en el tracte gastrointestinal dels animals de sang calenta. Les espècies d'escheríchies proporcionen al seu hoste vitamina K. L'escheríchia coli és l'espècie més abundant a l'intestí dels humans.